# خط ۳ متروی شیراز
خط ۳ متروی شیراز که توسعه غربی خط ۱ است به طول حدود ۱۱٫۷ کیلومتر در ۸ ایستگاه پیش‌بینی شده که چهارراه میرزای شیرازی (پل معالی آباد) را از طریق بزرگراه دکتر حسابی، به شهرک‌های شهید بهشتی، حافظ، بزین، استقلال، گلستان، زیرگذر شهرک گلستان و ایستگاه راه‌آهن شیراز متصل می‌کند. حدود ۴ کیلومتر از ابتدای این خط به صورت تونل و مابقی مسیر به صورت همسطح اجرا خواهد شد. این خط قابل اتصال به شهر جدید صدرا است. عملیات اجرایی و ساخت این خط در سال ۱۳۹۷ آغاز شده‌است.
خط ۳ توانایی جابجا کردن ۱۸٬۰۰۰ نفر مسافر در ساعت در جهت را خواهد داشت.

## ایستگاه‌ها

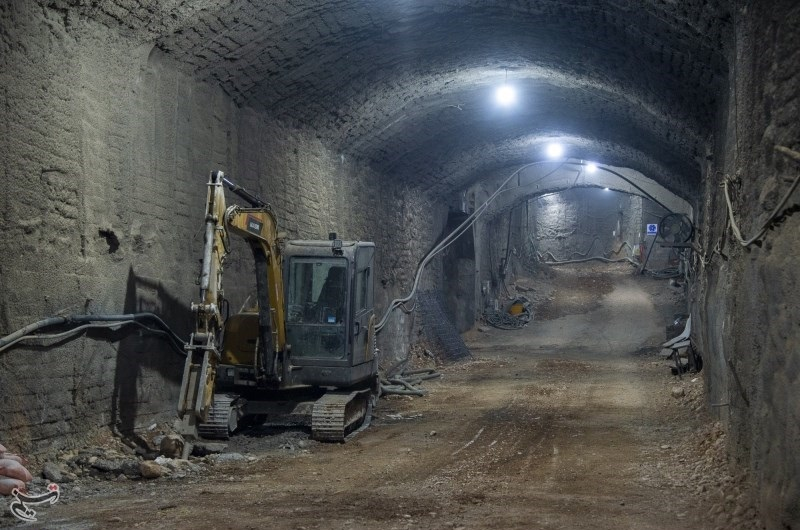
تونل در حال ساخت خط ۳

خط ۳ متروی شیراز جمعاً ۸ ایستگاه دارد که به قرار زیر است:
| شماره | نام           | وضعیت   | بازگشایی |
| ----- | ------------- | ------- | -------- |
| ۱     | میرزای شیرازی | فعال    | ۱۳۹۳     |
| ۲     | میلاد         | غیرفعال | ۱۴۰۶     |
| ۳     | صنایع         | غیرفعال | ۱۴۰۶     |
| ۴     | آرین          | غیرفعال | ۱۴۰۶     |
| ۵     | شهید بهشتی    | غیرفعال | ۱۴۰۶     |
| ۶     | آفرینش        | غیرفعال | ۱۴۰۶     |
| ۷     | شهرک گلستان   | غیرفعال | ۱۴۰۶     |
| ۸     | راه‌آهن        | غیرفعال | ۱۴۰۶     |